# ماريو كارينيو موراليس
ماريو كارينيو موراليس (بالإسبانية: Mario Carreño Morales)‏ هو رسام كوبي، ولد في 24 مايو 1913 في هافانا في كوبا، وتوفي في 20 ديسمبر 1999 في سانتياغو في تشيلي.